# 哈巴內
哈巴內是非洲南部國家博茨瓦納的城鎮，由奎嫩區負責管轄，位於首都嘉柏隆里以西約15公里，2008年人口估計約14,192，是全國第四大城市。
24°40′0″S 25°46′56″E / 24.66667°S 25.78222°E